# Джирометти, Джузеппе

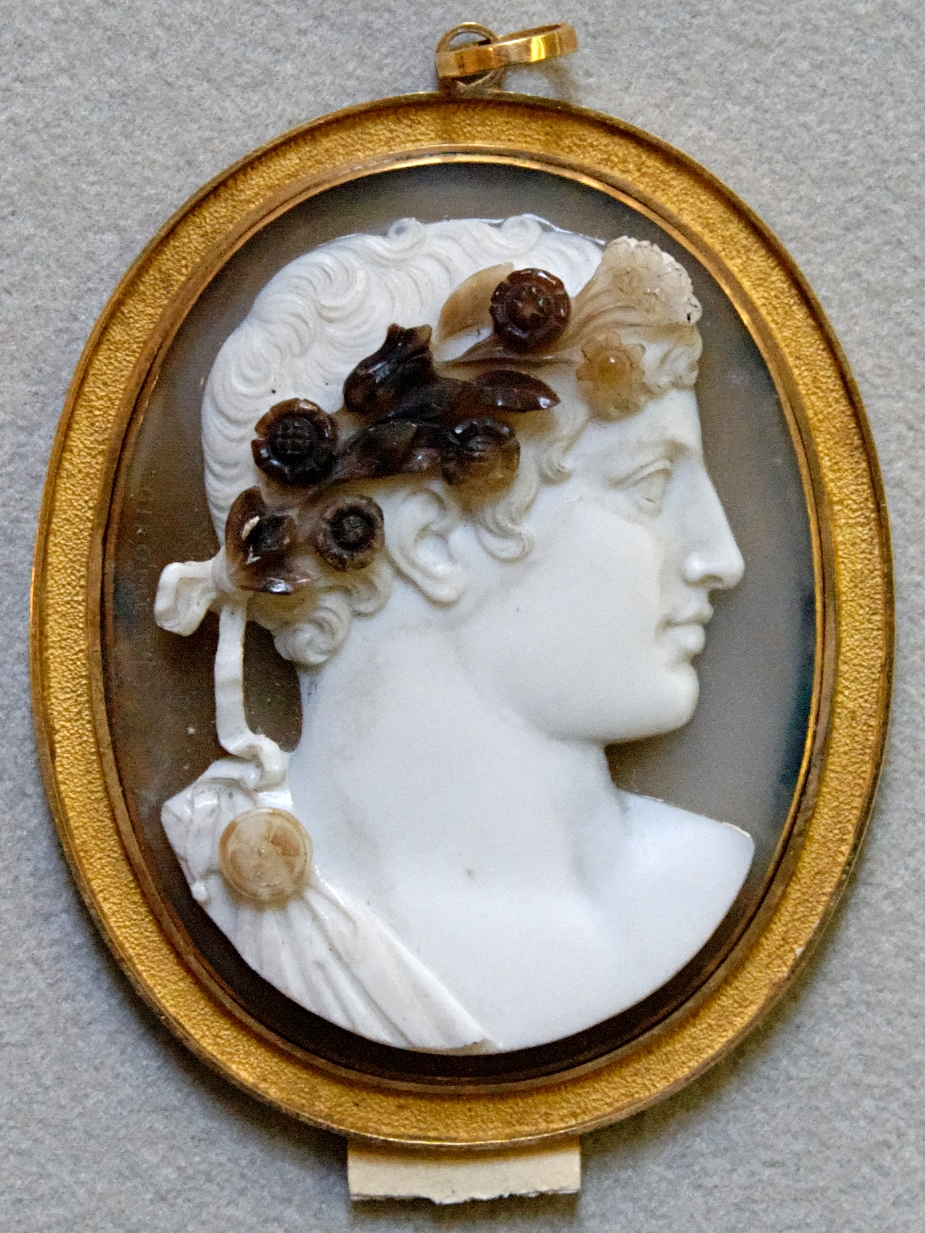
Аллегория весны, камея, оникс, Кабинет медалей, Париж

Джузеппе Джирометти (итал. Giuseppe Girometti, 7 октября 1780, Рим — 17 ноября 1851, Рим) — итальянский медальер, резчик монетных штемпелей и гемм. Отец медальера, резчика штемпелей и гемм Пьетро Джирометти.

## Биография
Первоначально занимался скульптурой, затем перешёл к резьбе на твёрдых камнях. С 1822 года работал резчиком монетных штемпелей на папском монетном дворе в Риме.
Изготовил много портретных камей, используя работы художников и античные бюсты. Для получения колоритных эффектов использовал разноцветную слоистость оникса, изумруда и других драгоценных камней.
Выполненные им медали в основном посвящены различным событиям и выдающимся деятелям Папской области.
Свои работы подписывал «G.G.» или «G.G.F.».